# F. C. Unión Berlín II
El F. C. Unión Berlín II fue un equipo de fútbol de Alemania que jugó en la Regionalliga Nordost, la cuarta liga de fútbol más importante del país.

## Historia
Fue fundado en el año 1980 en la ciudad de Berlín con la función de ser el equipo reserva del 1. FC Union Berlin, por lo que no podía jugar en la Bundesliga, aunque sí podía jugar en la Copa de Alemania, y sus jugadores estaban disponibles para formar parte del primer equipo.
En la temporada 2014-15, mientras el equipo jugaba en la Regionalliga Nordost, fue desaparecido por insolvencia económica.